# Atari 7800
L'Atari 7800 ProSystem, meglio noto come Atari 7800, è una console per videogiochi prodotta da Atari, presentata il 21 maggio 1984 come sostituta dell'Atari 5200 e commercializzata a partire dal 1986 fino al 1992. La console è retrocompatibile con le cartucce prodotte per l'Atari 2600.

## Storia

### Progettazione e sviluppo
Venne concepita per sostituire Atari 5200, presentata nel 1982, che non era riuscita ad imporsi sul mercato sia per il suo parco giochi, inferiore come numero di titoli a quello del modello che avrebbe dovuto sostituire, sia per la concorrenza di console più avanzate come il ColecoVision. La società statunitense decise perciò di produrre un nuovo sistema da gioco che potesse replicare i successi ottenuti con la 2600. Durante lo sviluppo la console fu conosciuta con il nome in codice di MARIA, dal nome del nuovo chip grafico sviluppato per il nuovo sistema da gioco. In seguito Atari iniziò ad indicare la console come Atari 3600.
Per la prima volta in Atari, lo sviluppo della nuova console fu condotto da una società esterna, la General Computer Corporation (GCC), produttrice di giochi arcade. Per questo motivo il chip grafico MARIA ha più affinità con quelli sviluppati per gli arcade: MARIA era in grado di gestire 100 sprite, una tavolozza di 256 colori e altre caratteristiche che surclassavano le capacità grafiche delle altre console dell'epoca.
La console fu progettata per essere economica, espandibile e retrocompatibile con l'immenso parco giochi disponibile per la vecchia 2600. La mancata retrocompatibilità con i giochi della 2600 era stato infatti uno dei fattori dello scarso successo commerciale della precedente 5200. Per ottenere questo risultato fu deciso di utilizzare una versione personalizzata del MOS 6502 denominato SALLY 6502C, una CPU compatibile il MOS 6507 della 2600, e di inserire sia il chip grafico di quest'ultima, il TIA, sia il suo chip addizionale MOS RIOT (RIOT 6532), che sulla 2600 serviva non solo per gestire l'input/output ma anche come memoria RAM. La retrocompatibilità costrinse però ad alcune scelte atte a contenere i costi: dovendo includere già diversi chip per permettere di far girare i giochi della 2600 fu scelto di non integrare il chip audio POKEY, già in uso sulla precedente 5200 e sui computer Atari ad 8 bit, delegando la produzione del suono al vecchio TIA: per questo motivo la console presentava una grafica avanzata abbinata però a capacità audio molto modeste.
La 7800 nacque per essere un sistema espandibile e trasformabile in un mini-computer mediante l'uso, tramite un connettore dedicato, di una tastiera dotata di una speciale porta denominata "SIO" (Serial I/O) a cui poter collegare qualsiasi tipo di accessorio come un disco rigido, una stampante ed altro. La Optimized Software Systems (OSS) scrisse anche uno speciale BASIC in modo che gli utenti avrebbero potuto programmare sulla console usando questo linguaggio. Purtroppo la porta per la tastiera fu rimossa dall'unità poco dopo la presentazione, nell'ottica di un taglio dei costi atto a contenere il prezzo finale della console.
Prima del lancio fu scelto di abbandonare il nome "3600", usato durante lo sviluppo, e di presentarla come Atari 7800 ProSystem: il numero era ottenuto sommando i codici identificativi delle precedenti console, ossia "2600" e "5200", ed indicava che la nuova console era pienamente compatibile con i giochi della prima e che aveva capacità grafiche superiori a quelle della seconda. "ProSystem" fu aggiunto per indicare che la console era compatibile con gli accessori hardware Atari della linea "ProLine". Il case della console derivava da quello della versione giapponese dell'Atari 2600 (nota come 2800).

### Presentazione e commercializzazione
La console fu presentata il 21 maggio 1984 durante la stessa conferenza con cui veniva ufficialmente tolta dal commercio la 5200. La vendita fu però sospesa perché agli inizi dell'estate la proprietaria di Atari, la Warner Communications, decise di uscire dal mercato delle console a causa delle gravi perdite finanziarie fatte registrare alla fine dell'anno precedente per via della crisi dei videogiochi del 1983. Warner smembrò quindi Atari in due divisioni, vendendo nel mese di luglio del 1984 quella dedicata ai computer ed alle console da gioco ad una nuova società fondata da poco tempo da Jack Tramiel dopo che questi aveva lasciato la sua vecchia società, la Commodore. Tramiel ribattezzò la sua società Atari Corporation e dette priorità allo sviluppo di un computer a 16 bit che fu commercializzato in seguito come Atari 520ST, congelando tutti gli altri progetti compreso quello della 7800. 

### Dismissione
Poiché alla fine del 1985 Nintendo iniziò le vendite in Nord America del suo famoso Nintendo Entertainment System (NES) e Tramiel, visto il risveglio di interesse verso il mercato delle console, decise di rimettere in commercio il 7800 agli inizi del 1986 ad un prezzo di soli 140$. Ciò rientrava nella strategia dell'azienda di invadere in modo aggressivo il mercato coprendo ogni fascia di prezzo e ogni possibile esigenza. Infatti, in contemporanea al secondo lancio del 7800, Atari rilasciò una revisione dell'Atari 2600 denominata Junior. L'intenzione era quella di fornire un sistema sì datato ma proprio per questo economico e con molti giochi. Inoltre l'anno successivo, nel 1987, fu lanciato anche lo XEGS: una console derivata dalla linea di home computer XE e compatibile appunto con questi dispositivi. Il 7800 restò in vendita fino alla fine del 1991, venendo ufficialmente tolta dal mercato il 1º gennaio 1992.

## Caratteristiche

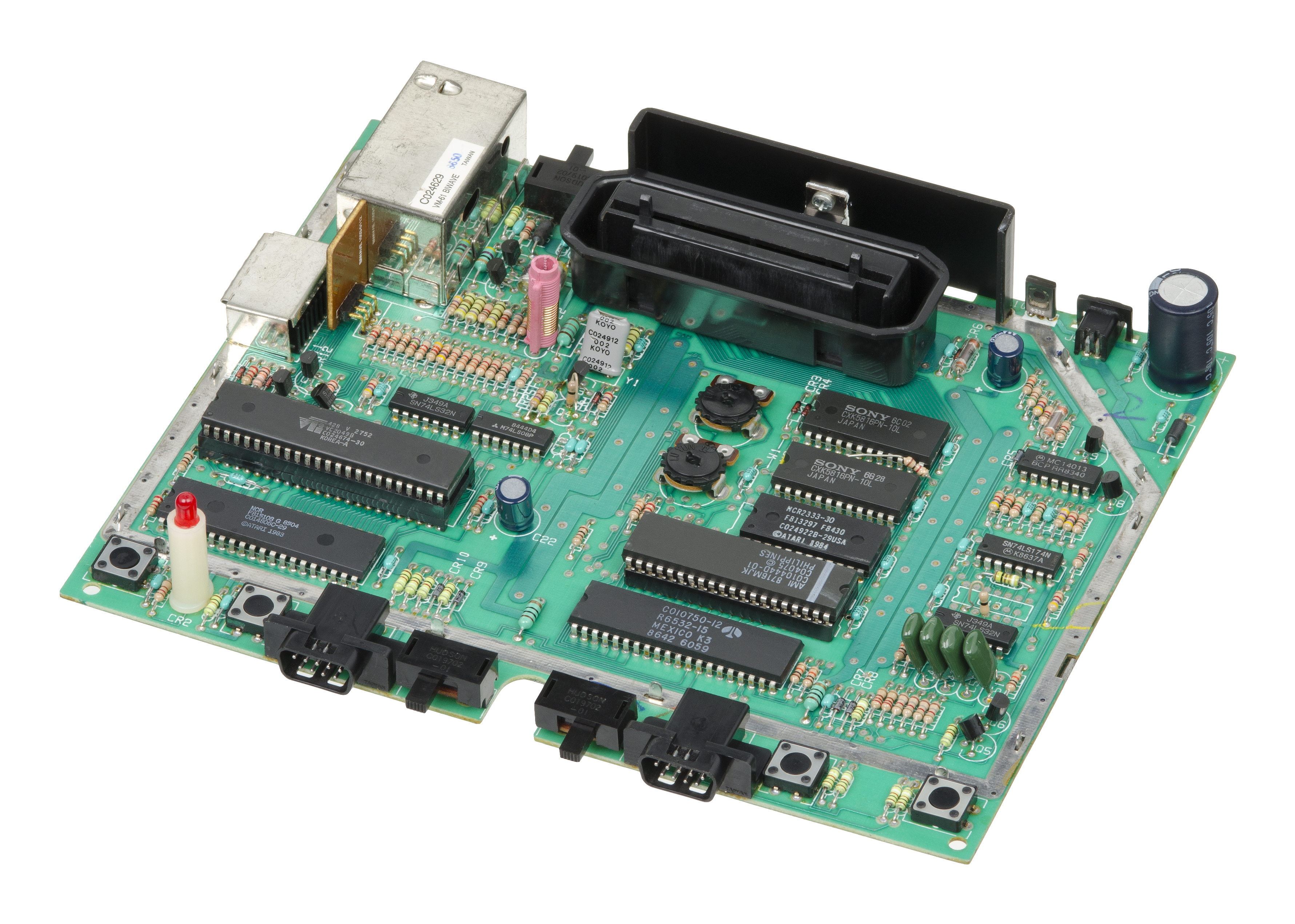
Scheda madre dell'Atari 7800. Il grosso chip su zoccolo a sinistra siglato CO24674 è il processore grafico MARIA, mentre quello a destra, sempre su zoccolo, siglato CO10444D è il TIA. Sotto al MARIA, siglata CO14806C, c'è la CPU SALLY mentre sotto al TIA, siglato R6532, c'è il RIOT.

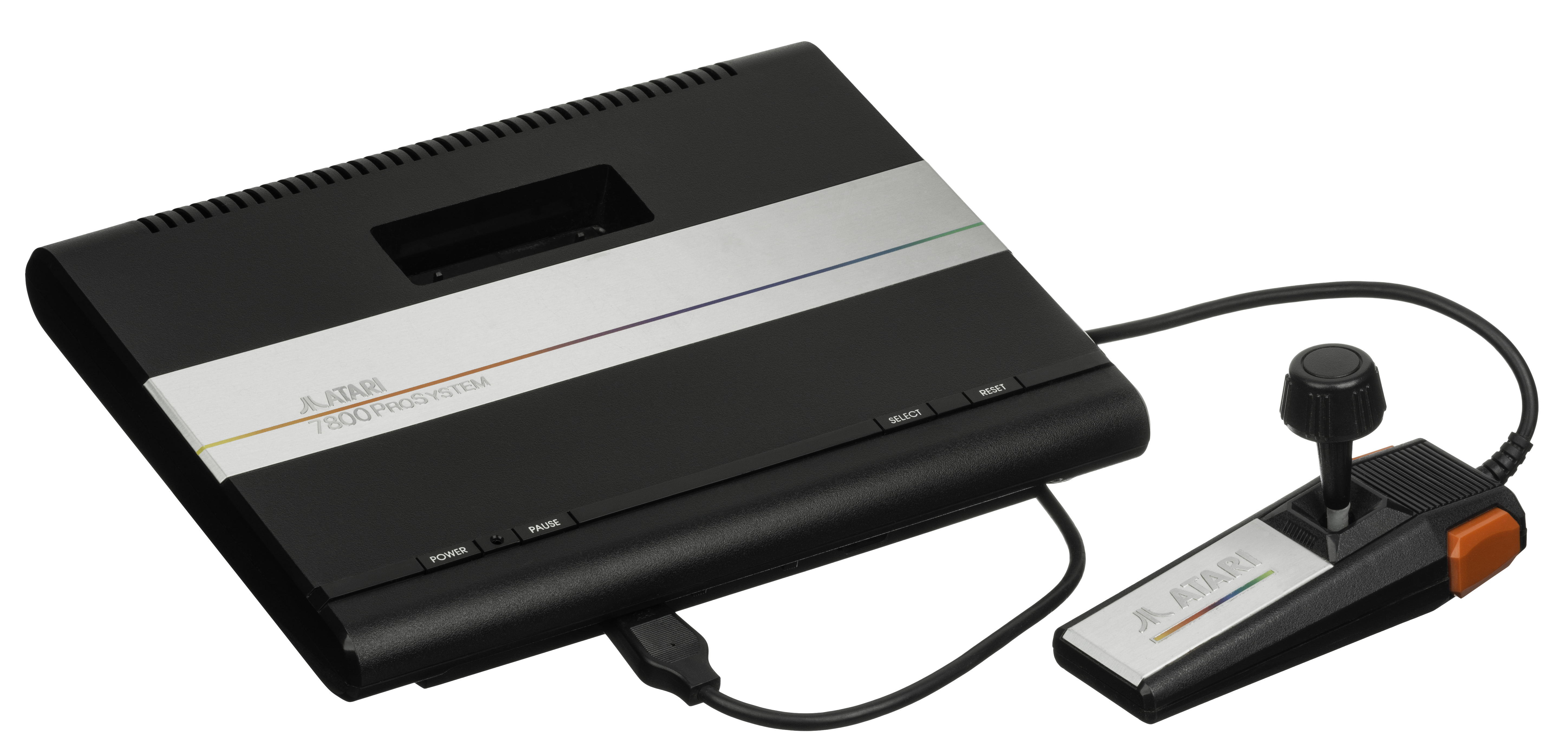
La versione statunitense dell'Atari 7800, con il joystick della linea ProLine

Per poter essere retrocompatibile con le cartucce giochi della vecchia progenitrice fu deciso di adottare una CPU derivata dal processore MOS 6502 com'era anche il MOS 6507 della 2600. La CPU fu denominata 6502C e indicata dal nome in codice di "SALLY": rispetto al 6502 standard essa possiede un'istruzione in più, HLT ("halt"), grazie alla quale può essere messa in sospensione. Questa modalità era utile per condividere la memoria con il chip grafico "MARIA", un processore sviluppato da GCC appositamente per la 7800. Questo processore condivide con i precedenti chip grafici Atari CTIA e GTIA la possibilità di essere programmato mediante l'uso di piccoli programmi detti "display list" ma, rispetto a questi, offre capacità grafiche nettamente superiori. MARIA gestisce la grafica in maniera diversa dagli altri chip: il chip lavora per singole linee di scansione, e ogni linea è trattata come una singola porzione di memoria. La risoluzione può essere di 160×240 o 320×240 pixel (rispettivamente 160×288 e 320×288 nei modelli PAL). Con la risoluzione a 160 linee il chip offre 2 modalità, rispettivamente con tavolozze a 2 oppure 4 bit per ogni singolo pixel (4 oppure 8 colori) mentre usando la risoluzione di 320 linee orizzontali il chip offre tavolozze a 1 oppure 2 bit per ogni singolo pixel (2 oppure 4 colori). Le tavolozze possono essere 8, ognuna con 3 colori offerti con 4 diversi livelli di luminosità, per un totale di 256 tonalità differenti. Il chip grafico della 7800 offre la possibilità di gestire 100 sprite, un numero molto superiore rispetto alle altre console in circolazione all'epoca.
La console è dotata di 4 kB di RAM e di 4 kB di ROM dove è alloggiato il BIOS, il software che viene lanciato al momento dell'accensione della console e che si occupa anche di avviare il gioco presente sulla cartuccia eventualmente inserita. Per poter essere retrocompatibile con i giochi della 2600 venne montato sulla scheda madre della console anche il suo processore grafico TIA. Al momento dell'inserimento di una cartuccia la console verifica se il supporto ha una determinata firma software nel suo codice: nel caso in cui questa firma sia presente, il BIOS capisce che è stata inserita una cartuccia sviluppata appositamente per 7800: in questo caso blocca la console in "modalità 7800", attivando il chip grafico MARIA e usando il chip MOS RIOT solo per gestire l'input dai joypad collegati. Se invece questa firma non è presente, la console viene bloccata in "modalità 2600". In questo caso il BIOS capisce che è stata inserita una cartuccia sviluppata per la vecchia console e attiva il chip grafico TIA, usando inoltre il RIOT non solo per l'input ma anche come RAM statica (com'era usato anche sulla 2600 originale). Per contenere i costi fu scelto di non integrare nella console il chip audio POKEY, ma di usare la generazione dei suoni offerta dal TIA: a causa di ciò le capacità audio della nuova console 7800 sono identiche a quelle offerte dalla vecchia 2600. Per ovviare a ciò gli sviluppatori aggiunsero alla console la possibilità di supportare un chip POKEY eventualmente aggiunto sulle cartucce dai produttori dei giochi, ma ben pochi titoli usarono questa capacità.
Le cartucce usate hanno alcune linee dati in più rispetto a quelle della 2600 e il connettore è per questo leggermente più largo: queste linee aggiuntive sono usate, tra l'altro, per gestire le 3 linee di indirizzamento che il SALLY ha in più rispetto al 6507 della vecchia 2600 e per portare la linea audio se è installato un chip POKEY. Una linea è poi dedicata al segnale "HLT" supportato dalla CPU: in questo modo la cartuccia sa se l'accesso alla ROM è fatto dalla CPU oppure dal chip grafico: MARIA infatti è capace di accedere direttamente alla memoria per poter gestire le "display list". Per far ciò, grazie al segnale HLT il chip grafico può sospendere la CPU in modo da non utilizzare il bus dati contemporaneamente. La CPU opera a 1,79 MHz in "modalità 7800" e a 1,19 MHz in "modalità 2600".
La console fu sottoposta durante la sua vita commerciale ad alcune revisioni. La differenza principale fra le varie versioni è la presenza sui primi modelli di una porta di espansione che si trova lateralmente, ma che di fatto non fu mai utilizzata perché la nuova Atari Corporation non produsse mai nessun accessorio dedicato. La porta fu tolta nei successivi modelli. Altre differenze riguardano i dispositivi di input: la versione statunitense includeva un joystick della linea Atari ProLine mentre quella europea veniva invece venduta con incluso un joypad, simile a quello del NES, ed è possibile usare dispositivi compatibili con la porta joystick Atari. La versione europea si differenzia anche per la presenza del gioco Asteroids preinstallato in ROM mentre la versione destinata all'Australia e alla Nuova Zelanda offre nella confezione una cartuccia con 32 giochi.

## Specifiche tecniche
- CPU: 6502C, variante del MOS 6502
  - Velocità: 1,79 MHz, abbassata a 1,19 MHz quando i chip TIA o RIOT sono attivati
  - (nota: Questo chip custom 6502 della Atari conosciuto come SALLY può essere bloccato per permettere il controllo del bus da parte di altre periferiche)
- RAM: 4 kB (2 integrati 6116 da 2Kx8)
- ROM: 4 kB, contenente il BIOS
- Video:
  - Modalità 7800:
    - processore grafico MARIA
    - 100 sprite
    - risoluzione di 160×240 (160×288 in PAL) o 320×240 (320×288 in PAL)
    - 8 colori per singola linea di scansione, per un totale di 256 tonalità differenti , la modalità grafica limitava però il numero di colori utilizzabili ed il numero di colori degli sprite
    - Direct Memory Access (DMA)
    - Velocità: 7,16 MHz

  - Modalità 2600:
    - processore grafico TIA
    - risoluzione di 160×192 pixel
    - 128 colori, massimo 4 per singola linea di scansione
- I/O:
  - MOS 6532 RIOT
  - Gestione dei jypad e degli interruttori della console
  - segnale di temporizzazione
  - in "modalità 2600" usato anche come RAM statica
- Audio:
  - chip integrato TIA, capace di 2 canali mono
  - chip opzionale Atari POKEY installabile sulle cartucce dai produttori dei giochi
- Porte: 2 porte joystick, 1 porta cartucce, 1 connettore per espansione, ingresso alimentazione, uscita segnale video

## Videogiochi
Vennero pubblicati in tutto 59 giochi ufficiali per Atari 7800, in gran parte dalla stessa Atari, senza contare homebrew e prototipi.
La console è inoltre retrocompatibile con gli oltre 500 giochi per Atari 2600. Nelle 59 pubblicazioni per 7800 è compreso anche 32 in 1 che è in realtà una raccolta di giochi del 2600.
Il catalogo di cartucce specifiche per 7800 era piuttosto limitato, ma comprende molti buoni titoli, specialmente per quanto riguarda le conversioni di arcade. Secondo una selezione fatta dalla rivista Retro Gamer, dieci dei più grandi giochi sono Pole Position II, Joust, Galaga, Desert Falcon, Alien Brigade, Food Fight, Dark Chambers, Centipede, e due homebrew degli anni 2000, Pac-Man Collection e Space Invaders. La stessa rivista ricordò tra le migliori conversioni di arcade anche Ms. Pac-Man, Commando, Xenophobe, Kung-Fu Master, Donkey Kong, Dig Dug, Mario Bros., e tra i migliori titoli esclusivi della console Ninja Golf, Midnight Mutants, Scrapyard Dog e due sparatutto con pistola ottica, Meltdown e Alien Brigade.
Elenco completo dei titoli pubblicati ufficialmente:
- 32 in 1 (solo versione PAL)
- Ace of Aces
- Alien Brigade
- Asteroids
- Ballblazer
- Barnyard Blaster
- Basketbrawl
- Centipede
- Choplifter
- Commando
- Crack'ed
- Crossbow
- Dark Chambers
- Desert Falcon
- Dig Dug
- Donkey Kong
- Donkey Kong Junior
- Double Dragon
- F-18 Hornet
- Fatal Run
- Fight Night
- Food Fight
- Galaga
- Hat Trick
- Ikari Warriors
- Impossible Mission
- Jinks
- Joust
- Karateka
- Kung Fu Master
- Mario Bros.
- Mat Mania Challenge
- Mean 18 Golf
- Meltdown
- Midnight Mutants
- Motor Psycho
- Ms. Pac-Man
- Ninja Golf
- One on One
- Pete Rose Baseball
- Planet Smashers
- Pole Position II
- Rampage (solo versione NTSC)
- RealSports Baseball (solo NTSC)
- Robotron: 2084 (solo NTSC)
- Scrapyard Dog
- Sentinel (solo PAL)
- Summer Games (solo NTSC)
- Super Huey UH-IX
- Super Skateboardin'
- Tank Command (solo NTSC)
- Title Match Pro Wrestling
- Tomcat F-14 Flight Simulator
- Touchdown Football (solo NTSC)
- Tower Toppler
- Water Ski (solo NTSC)
- Winter Games (solo NTSC)
- Xenophobe
- Xevious